# Baby Dee
Baby Dee (Cleveland, 1953) è una cantante, performer, polistrumentista e autrice di musica statunitense.
Ha lavorato con Antony and the Johnsons, Sex Pistols, Bonnie Prince Billy, Marc Almond, Current 93, Little Annie  e diversi artisti della scena newyorkese.

## Biografia
Nata in Ohio, si trasferisce a New York nei primi anni '70. Qui lavora come direttrice di un coro e insegnante di musica in una scuola cattolica. In seguito si unisce al Coney Island Sideshow Circus presentandosi con un enorme triciclo sormontato da un'arpa.
Tornata a Cleveland lavora inizialmente come taglialegna per poi dedicarsi definitivamente alla musica. David Tibet dei Current 93 la scopre e produce il suo primo album, "Little Window" (2001), registrato a Cleveland, composto prevalentemente di voce e pianoforte e pubblicato dall'etichetta Durtro. L'anno dopo pubblicò Love's Small Song, in cui Baby Dee riprende quell'arpa che le aveva dato fasto nei dischi di Antony and the Johnsons, mescolandola con fisarmonica e pianoforte. Seguono poi alcuni album (uno di questi registrato dal vivo a Torino), sempre per la casa discografica Durtro di David Tibet.
Nel 2008 il passaggio all'etichetta Drag City, per cui pubblica "Safe Inside The Day" e "The Robins' Song".
Nel 2010 esce l'ispiratissimo "A Book of Songs For Anne Marie" (Tin Angel Records), rilettura di un suo precedente lavoro pubblicato nel 2004 in edizione libro+cd in tiratura limitatissima, solo 150 copie. Nel 2011 escono due album, "Regifted Light" e il doppio live "Baby Dee Goes Down to Amsterdam". Del 2012 è il cd "State of Grace", realizzato con Little Annie.
Fra le sue collaborazioni più recenti ci sono quelle con i Current 93 e Marc Almond, con i quali è in tournée dal 2007. Dee appare nel DVD di Almond Bluegate Fields ed anche sul Live at the Roundhouse di The Dresden Dolls, con cui si è esibita in diverse occasioni.

## Discografia
- 2001 - Little Window
- 2002 - Love's Small Song
- 2004 - Live in Turin
- 2005 - Made for Love
- 2007 - The Robin's Tiny Throat
- 2008 - Safe Inside the Day
- 2010 - A Book of Songs for Anne Marie
- 2011 - Regifted Light
- 2011 - Baby Dee Goes Down To Amsterdam
- 2012 - State of Grace con Little Annie